# Golubnjača (pećina)
Pećina Golubnjača je zaštićeni geomorfološki spomenik prirode u Republici Hrvatskoj. Nalazi se u Ličko-senjskoj županiji. 
Ova pećina je duga 165 metara. Ulaz u pećinu je visok 46 metara. Najveća je od svih speleoloških objekata u Nacionalnom parku Plitvička jezera. 
Ulaz uz pećinu se nalazi uz kanjon rijeke Korane. Pećina je uređena za posjetitelje.